# Štefan Prvokronani
Stefan II. Nemanjić (srbsko Стефан Немањић, Stefan Nemanjić) ali Stefan Prvokronani (srbsko  Стефан Првовенчани, Stefan Prvovenčani) je bil od leta 1196 veliki knez (župan) Srbije in od leta 1217 do smrti leta 1228 kralj Srbije, * okoli 1165, † 24. september 1228.
Bil je prvi kralj Raške. Veliko je pripomogel k povišanju Velike kneževine Srbije v Srbsko kraljestvo in pomagal bratu Svetemu Savi pri ustanovljanju samostojne Srbske Cerkve, zato se šteje za enega od najpomembnejših vladarjev iz dinastije Nemanjić.

## Mladost
Stefan Nemanjić je bil drugi sin velikega kneza Stefana Nemanje in Anastazije. Njegov starejši brat in Nemanjev naslednik Vukan je vladal v Zeti in pokrajinah okoli nje (najvišja apanaža), mlajši brat Rastko, bolj znan kot Sveti Sava, pa je vladal v Humu. 
Leta 1191 so Srbijo napadli Bizantinci in opustošili dolino Južne Morave. Nemanja jih je začel napadati in prisilil cesarja Izaka II. Angela, da je sklenil mir in svojo nečakinjo Evdokijo Angelino poročil z Nemanjevim sinom Stefanom. Stefan Nemanjić je po poroki dobil naziv sebastokrator.

## Spor za nasledstvo
Na napisu iz leta 1191  v cerkvi sv. Luke v Kotorju je Vukan naslovljen kot "kralj Duklje, Dalmacije, Travunije, Toplice in Hvosna".
Čeprav je bil Vukan Nemanjev najstarejši sin, bi Nemanja na srbskem prestolu raje videl Štefana (II.), predvsem zato, ker je bil poročen z bizantinsko princeso Evdokijo. Zgleda, da je očetova izbira spodbudila Vukana, da se je razglasil za kralja Duklje, a je kljub temu vladal pod očetovo nadoblastjo. Stefan Nemanje je 25. marca 1196 sklical skupščino v Rasu, na kateri je uradno abdiciral v korist svojega drugega sina Stefana in mu prepustil vse svoje posesti. Njegova odločitev ni bila skladna s tradicionalno pravico prvorojenca, da nasledi svojega očeta, zato je Vukan ni sprejel. Nemanja se je umaknil v samostan Sv. Petra in Pavla in privzel samostansko ime Simeon. Od tam se je preselil v samostan Studenica, žena Anastazija pa samostan Kristusove matere v Kuršumliji. Po več prošnjah sina Save je leta 1197 odšel v samostan Vatoped na Atosu. Leta 1198 sta oče in sin ponovno zgradila porušeni pravoslavni samostan Hilandar, ki ga je Srbom v trajno last prepustil bizantinski cesar. Hilandar je postal središče srbske duhovne kulture. Simeon je umrl 13. februarja 1199.
Dokler je bil Nemanja še živ, Vukan ni oporekal Stefanovemu vladanju, kmalu po njegovi smrti pa se je začel bratu upirati in zahteval položaj velikega kneza. Podporo je dobil v ogrskemu kralju Emeriku (vladal 1196-1204), ki je bil takrat v vojni z Drugim bolgarskim cesarstvom in je potreboval zaveznika. Vukan je leta 1202 s pomočjo ogrskih čet  uspel strmoglaviti Stefana in ga prisiliti na beg v Bolgarijo. Z napisa iz leta 1202-1203 je razvidno, da se je Vukan takrat naslavljal z "veliki župan  Vukan, vladar Srbskih dežel, Zete, primorskih mest in Nišave".
V zameno za ogrsko pomoč je Vukan postal ogrski vazal in obljubil, da se bo spreobrnil v katolištvo, če mu bo papež podelil naslov kralja. Kot ogrski vazal se je kmalu zapletel v spore z Bolgarijo. Leta 1203 ga je napadla bolgarska vojska in osvojila Niš. V kaosu, ki je sledil, se je Štefanu uspelo vrniti v Srbijo in leta 1204 ponovno prevzeri oblast. Vukan se je moral umakniti na svoje posesti v Zeti. 
Škof Sava je medtem na Atosu ustanovil zibelko srbskega krščanstva. Pozimi leta 1205/1206 ali 1206/1207 se je vrnil v Srbijo in spravil sprta brata. Posmrtne ostanke svojega očeta Svetega Simeona je z Atosa prenesel v samostan Studenica. Stefan ga je prosil, naj s svojim spremstvom ostane v Srbiji, kar je tudi storil in začel širiti pravoslavje in izobraževati srbsko ljudstvo. Brata sta ustanovila več cerkva in samostanov, med njimi tudi samostan Žiča.
Vukan je nadaljeval vladanje kot naslovni kralj Zete in leta 1209 odstopil v korist svojega sina Jurija. Jurij naj bi vladal kot naslovni kralj, vendar je v listini iz samostana Studenica iz leta 1209 omenjen samo kot veliki knez. Vukan je umrl verjetno leta 1209 ali kmalu zatem.

## Veliki knez
Smrti bolgarskega carja Kalojana, ki je osvojil Beograd, Braničevo, Niš in Prizren, je sledila nasledstvena vojna. Prestol je zasedel najbolj ambiciozen bolgarski plemič Boril in  izgnal Aleksandra Slava, Ivana Asena II. in sebastokratorja Streza, vse iz Asenove družine.  Strez, Borilov bratranec ali celo brat, se je zatekel v Srbijo, kjer je bil toplo sprejet na dvoru Stefana II. Boril je poskušal z darili in podkupninami   doseči njegovo izročitev, vendar mu to ni uspelo, za vojaško intervencijo pa je bil prešibak, ker je pri Plovdivu doživel težak poraz v bitki z Latinci.
Po smrti Stefanovega strica Miroslava Humskega je Stefan za njegovega naslednika imenoval Andreja Mirosavljevića, s čimer se humsko plemstvo ni strinjalo. Slednje je za humskega kneza izbralo njegovega brata Petra. Peter je izgnal Andreja in Miroslavovo vdovo, sestro bosanskega bana Kulina. Andrej se je zatekel v Raško na dvor Stefana II., Peter pa se je medtem uspešno vojskoval z Bosno in Hrvaško. Stefan se je postavil na Andrejevo stran in začel vojno za Hum in Popovo polje. Peter je bil poražen in pobegnil preko Neretve in še naprej vladal zahodno in severno od Neretve na ozemlju, ki ga je za nekaj časa okupiral Andrej II. Ogrski. Stefan je vrhovno oblast v Humu predal svojemu sinu Radoslavu, Andreju pa prepustil Popovo polje in obalne dele Huma, vključno s  Stonom. Po Radoslavovi smrti so se njegove posesti priključile k Andrejevim.
Jurij (Đorđe) Zetski je poskušal sam prevzeti oblast na Andrejevih posestih in morda zato leta 1208 sklenil zavezništvo z Beneško republiko in priznal njeno suverenost. Benetke so po četrti križarski vojni (1204) poskušale razširiti svoj nadzor nad jadranskimi pristanišči in uspele leta 1205 ukloniti Dubrovnik. Jurij tega ni poskušal preprečiti.
Jurij je obljubil Benetkam vojaško pomoč, če bi se jim uprl njihov vazal Dimitrij Progoni, albanski gospod Kruje. Obljuba je bila verjetno povezana s sporom med Raško in Zeto. Stefan II. je namreč leta 1208 z Dimitrijem poročil svojo hčerko Komneno, da bi utrdil politične vezi. Ko je Krujo osvojil epirski despot Mihael I. Komnen Dukas je ostal Dimitrij brez vseh virov. Po smrti je svoje ozemlje zapustil ženi Komneni, ki se je kmalu zatem poročila z Grko-Albancem Gregorjem Kamonom. Slednji je prevzel oblast v Kruji in utrdil skrhane vezi s Srbijo. Leta 1216 je Štefan, verjetno z vojaško akcijo, prevzel oblast v Zeti in Jurij je izginil iz zgodovinskih virov. Štefan je v Zeti vladal morda osebno ali je oblast prenesel na svojega sina Štefana Radoslava. Zeta v tem obdobju ni imela posebnega statusa.
Despot Mihael Epirski je osvojil Skadar, nadaljnje prodiranje pa so Srbi ustavili. Leta 1214 ali 1215 ga je umoril eden od njegovih služabnikov. Nasledil ga je polbrat Teodor Komnen Dukas, ki je vodil zelo agresivno politiko. S Stefanom II. se je povezal s poroko svoje hčerke Ane Dukaine Angeline s Stefanovim sinom Stefanom Radoslavom.

## Kronanje in avtokefalnost Cerkve
Stefan si je dolgo želel imenovanje za kralja in poskušal dobiti krono od samega papeža. Ob tem ni jasno, kaj je papežu obljubil glede položaja katoliške Cerkve, ki je imela veliko privržencev v zahodnem in obalnem delu njegove kneževine. Papežev legat je v Srbijo končno prišel leta 1217 in Štefana kronal za srbskega kralja. Napredovanje katoliške Cerkve v Srbiji ni trajalo dolgo, ker je bilo v nasprotju z interesi  srbske duhovščine. Tudi kronanje samo je naletelo na velik odpor. Sava je v znak protesta zapustil Srbijo in se vrnil  na Atos. Stefanovi odnosi s papeštvom so motili tudi kasnejšo pravoslavno duhovščino: medtem ko je Štefanov in Savin sodobnik Domencijan zapisal, da je kronanje opravil papežev legat, je Teodozij Hilandarski stoletje kasneje trdil, da ga je kronal Sveti Sava. Neskladje je zgodovinarje privedlo do zaključka, da sta bili opravljeni dve kronanji, sodobni zgodovinarji pa so soglasni, da ga je kronal samo papežev legat.

## Poroka, meniške zaobljube in smrt
Stefan se je okoli leta 1186 poročil z Evdokijo Angelino, najmlajšo hčerko bizantinskega cesarja Alekseja III. Angela in Evfrozine Dukaine Katamerine. Evdokije je bila nečakinja aktualnega cesarja Izaka II. Angela, ki je organiziral poroko. Po pisanju grškega zgodovinarja Nikite Honiata sta se zakonca sprla zaradi obojestranskih obtožb za prešuštvo in se po juniju 1198 ločila. Imela sta tri sinove in dve hčerki:
- kralja Stefana Radoslava (vladal 1228-1233)
- kralja Stefana Vladislava I. (vladal 1233-1243)
- nadškofa Savo II., rojenega kot Predislav, razglašenega za svetnika
- Komneno Nemanjić, grofico Kruje

Leta 1207/1208 se je ponovno poročil. Druga žena je bila Ana Dandolo, vnukinja beneškega doža Enrica Dandola. Z njo je imel hčerko in sina
- kralja Stefana Uroša I. (vladal 1243-1276)

Štefan Prvovenčani je zgradil več trdnjav, vključno z Magličem. Proti koncu življenja je opravil meniške zaobljube pod imenom Simeon in kmalu zatem umrl. Po smrti je bil kanoniziran.

## Zapuščina
Po legendi je bilo na cesti med Budvo in Petrovcem gostišče, pred katerim je stal steber z vrčem vina za žejne popotnike. Iz njega je, po legendi, pil tudi Štefan med obiskom svojega sorodnika, beneškega doža Dandola.
Leta  1223 ali 1226 naj bi zgradil cerkev Marijinega vnebovzetja in tako ustanovil samostan Reževići.